# Penisola di Dingle
La penisola di Dingle (Dingle Peninsula in inglese; Corca Dhuibhne in gaelico irlandese) è situata nel Kerry, contea sud-occidentale della Repubblica d'Irlanda, ed è la più settentrionale delle cinque caratteristiche penisole che formano la cosiddetta "mano d'Irlanda", oltre che il punto più occidentale della propria nazione.
La penisola, luogo molto turistico per la sua cultura e i suoi meravigliosi paesaggi, prende il nome dal centro abitato di Dingle, situato nella costa meridionale del territorio, ed ospita moltissimi siti archeologici preistorici e rovine di edifici medievali, oltre che un'ampia area gaeltacht.

## Geografia e geologia

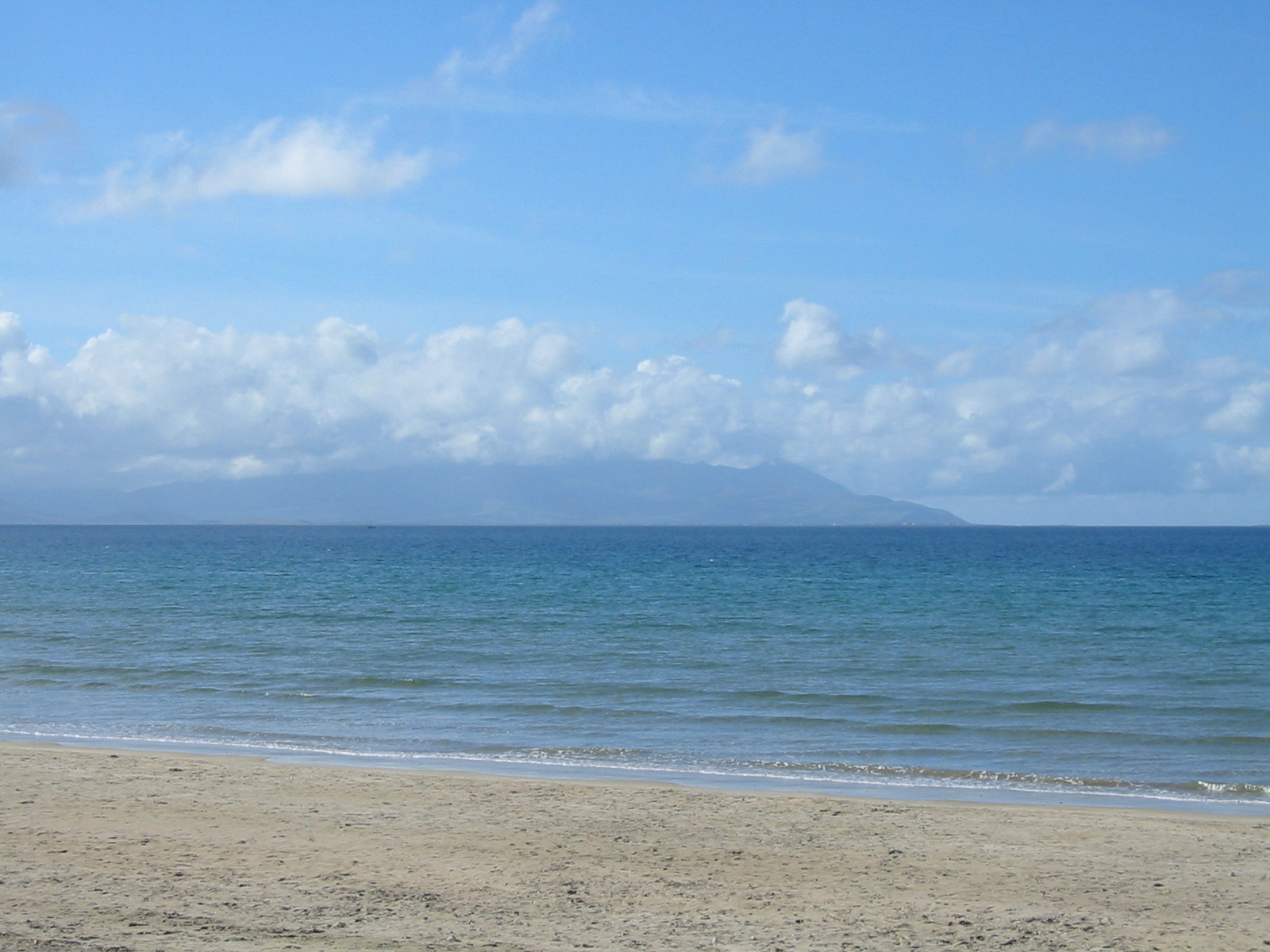
Penisola di Dingle - La penisola vista da lontano da Banna Strand con al centro il massiccio del Brandon

Situata approssimativamente alle coordinate 52°10′N 10°06′W, Dingle è lunga circa 50 km e delimitata dall'oceano Atlantico a nord e dalla baia di Dingle a sud.
La penisola si è formata grazie alle masse granitiche che fanno parte della catena montuosa degli Slieve Mish, situati all'ingresso della penisola non molto distanti da Tralee: la catena si estende in longitudine verso ovest e le cime più alte sono il Baurtregaum (850 m) e il Caherconree (825 m). L'altro massiccio rilevante di Dingle si sviluppa intorno alla più alta montagna d'Irlanda al di fuori dei Macgillycuddy's Reeks, il Sliabh Bhreandáin (Monte di Brendano) che, con i suoi 952 metri d'altezza, fa parte di un magnifico paesaggio ad alte quote che offre panorami incredibili del resto della penisola, spesso pianeggiante, e della parte settentrionale del Kerry. Opposto alle cime del gruppo del Brandon, che variano dagli 800 ai 616 metri, si erge il Binn os Gaoith (Picco al di sopra del Vento) , alto soltanto 825 metri ma molto imponente visto dalle vallate, specialmente per la sua sommità appuntita e fina.  Un altro monte che raggiunge discrete altitudini, almeno in relazione al resto del paesaggio circostante, è Sliabh an Iolair (Monte dell'Aquila) (516 m), nella propaggine sud-occidentale.

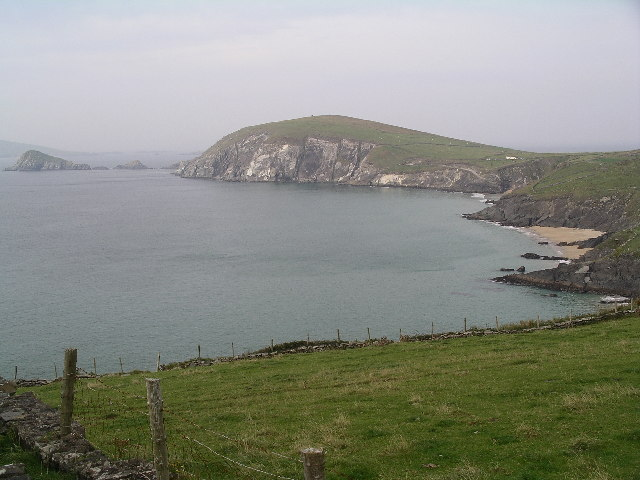
Capo Sléibhe Ben visibile An Dún Mór, la propaggine più occidentale del capo e di tutta l'Irlanda

La costa di Dingle offre ai visitatori le più svariate condizioni: si passa da strette insenature a larghe baie, da lunghe penisole piatte a piccoli promontori a picco sul mare. Le baie principali, oltre ovviamente alla Baia di Dingle che bagna tutta la costa sud e forma altre innumerevoli insenature minori, come la Ceann Trá, il Dingle Harbour ed il Castelmaine Harbour, sono situate anche a nord come la Baia di Ard na Caithne, Cuas an Bhodaigh, la baia di Brandon ed infine la baia di Tralee. Se due lembi di terra molto stretti si insinuano, abbastanza piatti, nel mare per vari chilometri, come Maharees e Inch, altri sono decisamente poco esposti ma a picco: vale la pena citare capo Slea, punto più occidentale della terraferma irlandese e uno dei luoghi più suggestivi d'Irlanda per panorami e atmosfera, l'altrettanto selvaggio e bello Ceann Sratha con vicino Ceann Sibéal, ma anche ad est capo Minard e Bull's Head.
Nei pressi del massiccio del Brandon, si ergono scogliere assai suggestive, come An Sás, una baia intrappolata fra delle scogliere ripidissime e rotonde: da notare che Sás in gaelico significa "trappola", quindi non è consigliabile scendere fino alla spiaggia. Gran parte di questo tratto di costa non sono raggiungibili con i mezzo di trasporto, mancando le strade, ma esclusivamente a piedi con un sentiero chiamato Dingle Way, che parte dal villaggio di Tiduff e arriva a Brandon Point.

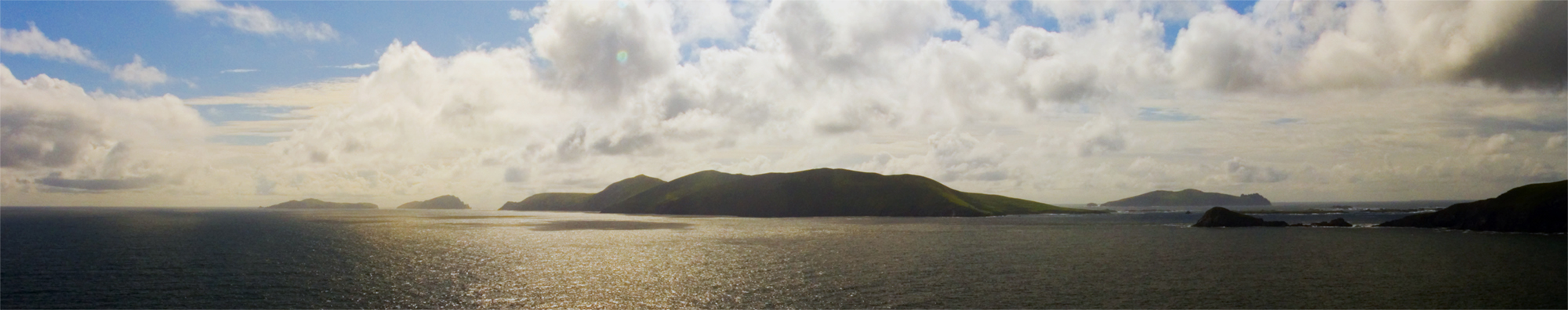
Le isole Blasket dal celebre Capo Sléibhe

Le isole Blasket sono situate poco al largo della penisola di Dingle, ben visibili dal tratto di costa che va da Capo Sléibhe fino a Capo Ceann Sratha. Sono famose per il loro ricco contributo culturale in ambito linguistico degli antichi abitanti, scomparsi da queste terre remote e tranquille dagli anni 1950, a seguito di un piano di riedificazione del governo irlandese che ha colpito varie isole delle coste occidentali. Al largo di Magharees inoltre, ci sono le Seven Hogs, sette piccoli isolotti.

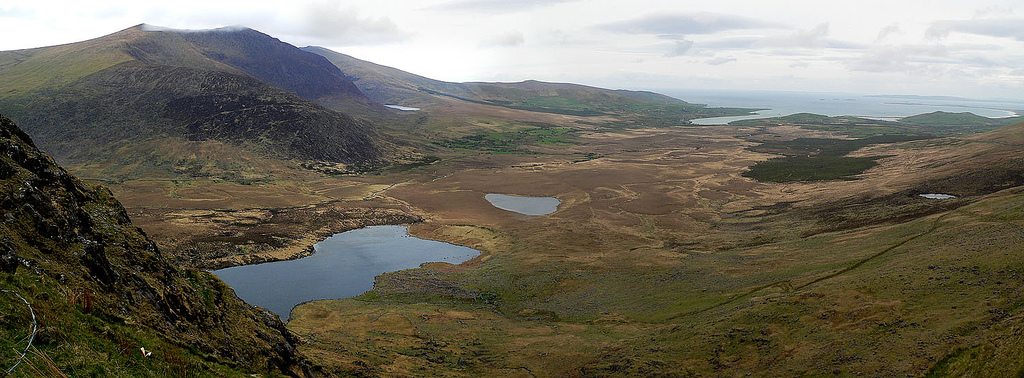
Connor Pass Alcuni dei tanti laghetti, in questo caso ai piedi del Sliabh Bhreandáin, che svetta al centro con vicino le altre cime del massiccio e, sullo sfondo, la baia di Brandon

Non ci sono fiumi e laghi considerevoli nel territorio, questo anche dovuto al fatto alle dimensioni non eccessive della penisola. An Abha Mhór (Il Grande Fiume), Abha na Feothanaí (Fiume delle Brezze) e l'Owenascaul sono quelli più grandi, ma di fatto non superano le dimensioni di un torrente e scorrono per pochi chilometri prima di arrivare subito in mare. Stessa situazione i laghi, numerosi ma molto piccoli, fra i quali ha una relativa fama, a dire il vero non molta, il Lough Slat ai piedi del Binn os Gaoith, ma che non arriva nemmeno a un km da una sponda all'altra. Torrenti si formano facilmente dalle pendici dei monti, e non di rado invadono le strade più remote, costringendo i guidatori a passare con le automobili su autentiche cascate sull'asfalto. Questo succede soprattutto vicino al Brandon e a Capo Sléibhe.
Il Connor Pass che giunge da Dingle nella parte meridionale della penisola attraversa la baia di Brandon e Castlegregory nel nord, ed è il valico montano più alto d'Irlanda, una precaria strada a discrete altitudine che si inerpica attorno a scogliere a picco e piccoli laghi. Altro tragitto interessante è il Giro di Capo Sléibhe (Slea Head Drive, che parte da Dingle e raggiunge l'omonimo promontorio, per poi tornare indietro passando a nord).

## Storia e cultura

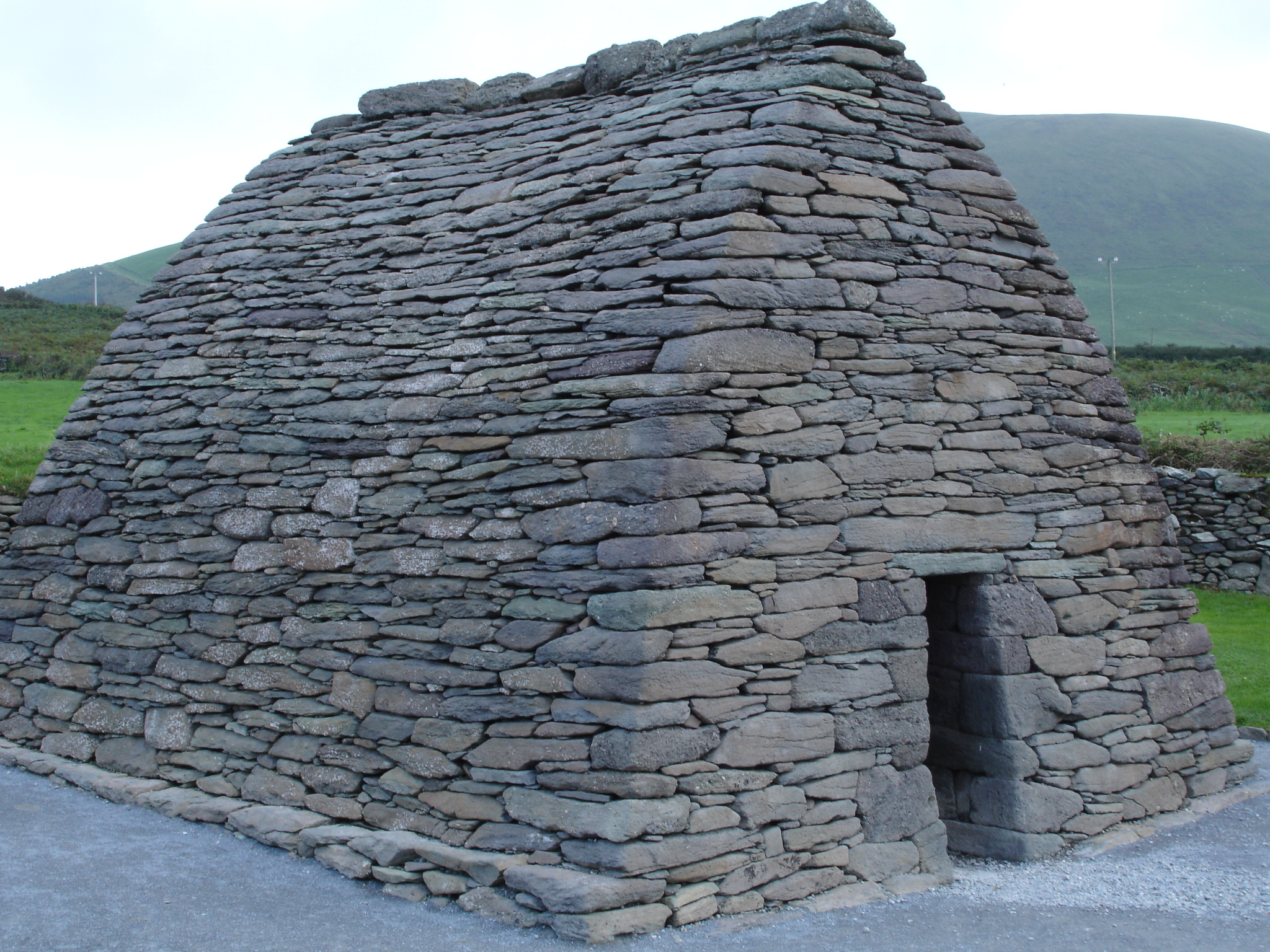
Gallarus Oratory

La parte occidentale della penisola è una zona gaeltacht ricca di tradizione, dalla quale sono usciti molti autori e poeti ben conosciuti a carattere regionale. Tra i tanti Ó Siochfhradha e Peig Sayers. Questa è la parte più occidentale della terraferma irlandese, ed il villaggio di Dún Chaoin è spesso scherzosamente appellato come the next parish to America ("la parrocchia più vicina all'America").
Non si sono registrati eventi storici eclatanti nella penisola, ma le testimonianze archeologiche sono notevoli, e ricoprono un arco temporale di circa 6.000 anni. Questi resti sono rimasti ben preservati a causa della scarsa agricoltura della regione e della natura remota del luogo.
Il resto archeologico più famoso e interessante della penisola di Dingle è l'oratorio di Gallaro (Gallarus Oratory), sito monastico situato vicino alla costa sperduta occidentale contraddistinto da una piccola costruzione con tetto spiovente costruita in pietra.

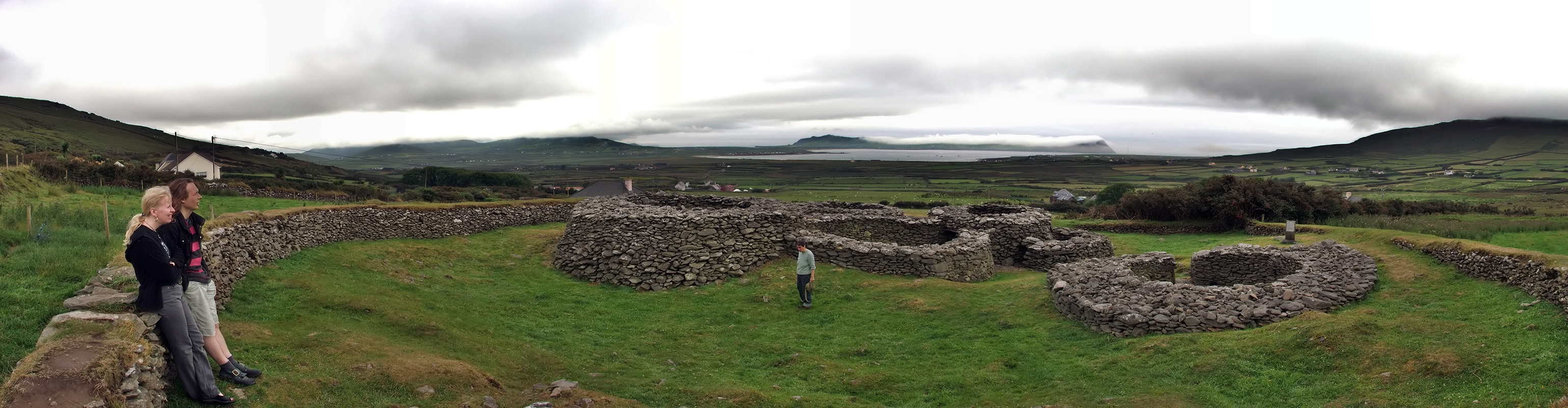
Cathair Deargan Uno dei tanti forti circolari in pietra, in questo caso vicino Baile an Fheirtéaraigh

Le testimonianze più antiche giungono addirittura dal Mesolitico (si parla di circa dell'8000 a.C.), con tracce di un insediamento vicino Baile an Fheirtéaraigh, un antichissimo villaggio di pescatori e cacciatori che conoscevano 14 razze di pesci e si nutrivano di cervi rossi. Essendo presenti in tutta l'Irlanda resti dell'Età della Pietra e del Neolitico, Dingle non fa assolutamente eccezione, con vasi e utensili del primo periodo e caratteristici dolmen e cerchi di pietre del secondo. Le tracce umane dell'Età del Bronzo sono quasi tutte concentrate nella valle di Loch a'Dúin, vicino Cloghane, e il ritrovamento più interessante è una rete di grossi muri in pietra con resti di abitazioni e stalle, preservate dal tempo grazie alla torbiera che li ha ricoperti per secoli. Cathair Con Rí, un impressionante forte circolare in pietra costruito su una drammatica scogliera, è uno degli esempi più notevoli in Irlanda di costruzioni dell'Età del ferro e, probabilmente, il posto più visitato fra quelli archeologici dopo l'oratorio di Gallaro: poco si sa delle funzioni di questa struttura, se fosse una residenza o semplicemente un forte eretto a difesa dei territori.
Di questo periodo anche la più vasta collezione di pietre Ogham, sassi dove gli irlandesi cominciarono per la prima volta a scrivere, utilizzate spesso per marcare i territori dai clan. Notevole anche il forte sulla costa nei pressi di Dunquin.
Con l'arrivo del cristianesimo, proliferarono monasteri di ogni sorta e dimensione, di cui rimangono ampie tracce, ad esempio vicino Castlegregory e Baile na nGall. Sorsero alcune leggende ormai famose in Irlanda, come quella di san Brendano il Navigatore, che vide l'America dalla vetta del monte Brandon e si imbarcò raggiungendola. Furono i Vichinghi a interrompere questa situazione, saccheggiando spesso i siti monastici e distruggendoli. Se portarono anche vantaggi nel complesso dell'isola irlandese, a Dingle ebbero solo il merito di dare il nome alla baia di Ard na Caithne.
Dopo i Vichinghi furono i Normanni, nl XIV secolo circa a raggiungere Dingle, fondando alcune delle cittadine che ancora oggi esistono e costruendo alcune torri o direttamente dei castelli. I Normanni nell'isola d'Irlanda cambiarono completamente l'assetto della società irlandese, e anche nella penisola la situazione sociale cambiò, nonostante la sua remotezza.

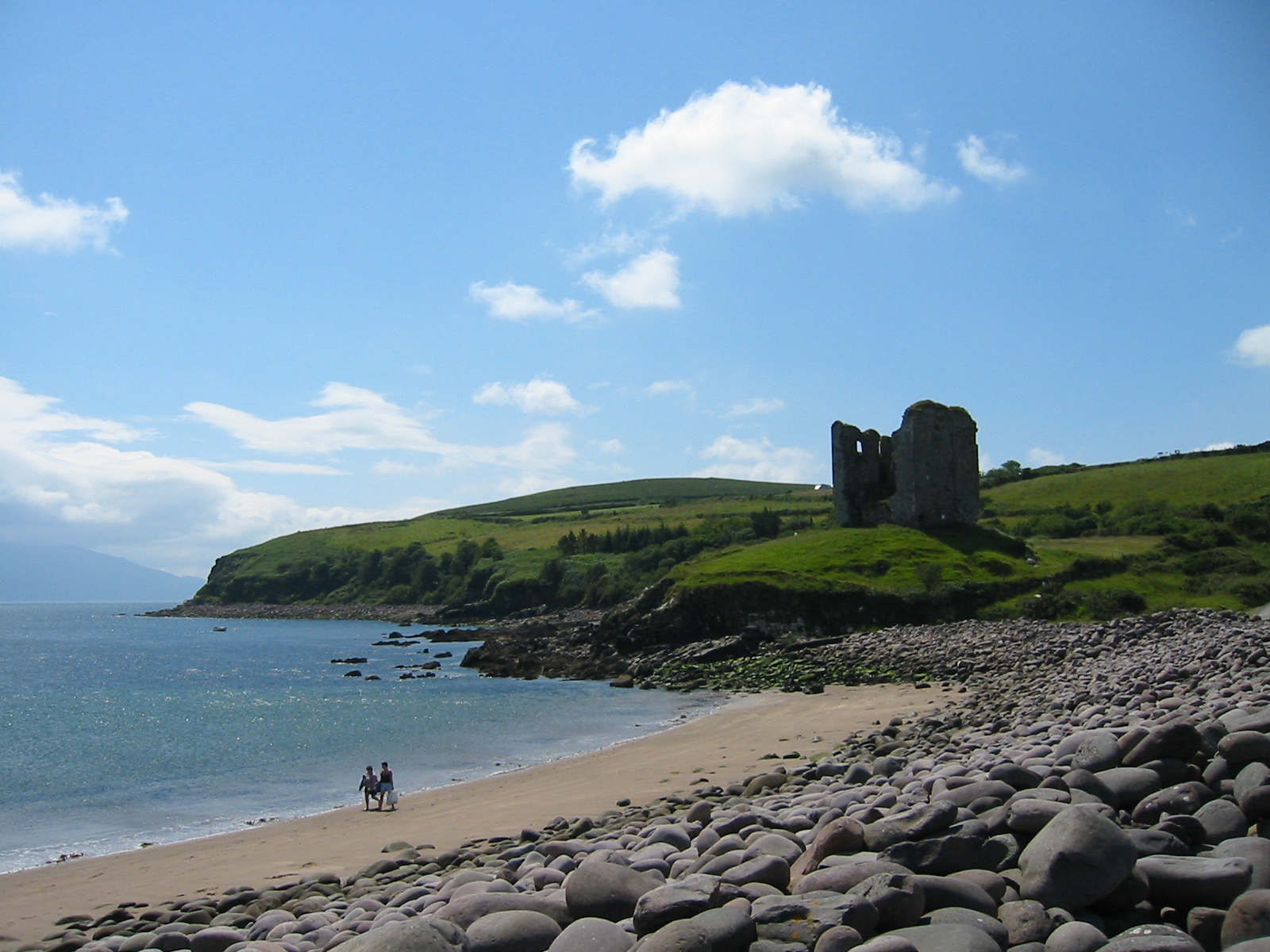
Castello di Doonmanagh a capo Minard Il maniero fu danneggiato come risulta tutt'oggi da un assedio delle forze cromwelliane

Nel XVI secolo arriva la scossa con le Ribellioni irlandesi dei Fitzgerald: è da registrare un tragico evento a Dún an Óir, vicino Baile an Fheirtéaraigh, dove una forza alleata di irlandesi, spagnoli e italiani fu messa sotto assedio e sconfitta da Lord Grey, che trucidò tutti i componenti salvando solo il comandante italiano. Successivamente altre rivolte scoppiarono in Irlanda.
Sebbene Oliver Cromwell non abbia messo mai piede a Dingle, le sue forze guidate da Sadler e Le Hunt presero a cannonate il castello di Minard danneggiandolo notevolmente e uccidendo tutti i suoi occupanti. La penisola passò quindi in mano a Lord Ventry, che diede il nome all'omonimo villaggio.
Giunse infine la grande carestia irlandese, che uccise nella penisola 5.000 persone e ridusse alla povertà gran parte della popolazione. Successivamente agli eventi del nazionalismo irlandese e alla guerra d'indipendenza irlandese, Dingle rimase abbastanza isolata dagli eventi.

## Centri abitati

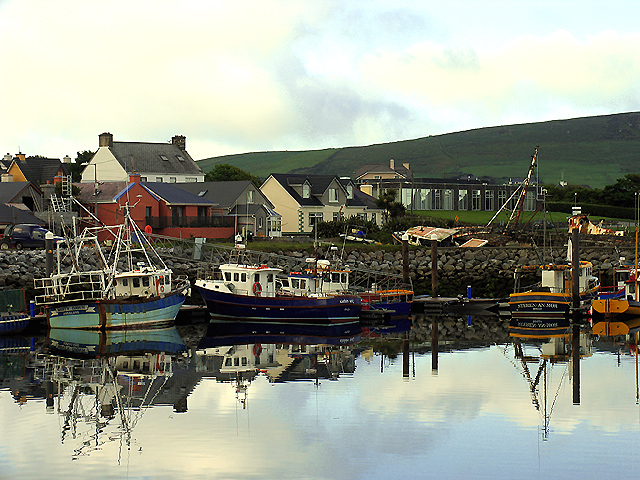
Dingle Il caratteristico villaggio che dà il nome alla penisola

I nomi dei villaggi del gaeltacht sono in gaelico, i nomi degli altri villaggi in inglese.

### Il Gaeltacht
- An Clochán
- An Daingean (Dingle) (L'unica città della penisola)
- An Fheothanach
- Baile an Fheirtéaraigh
- Baile na nGall
- Cé Bhréannain
- Ceann Trá
- Dún Chaoin

### Altri villaggi
- Anascaul
- Caherboshina
- Castlegregory
- Fahan
- Lispole